# Cissus oblonga
Cissus oblonga là một loài thực vật hai lá mầm trong họ Nho. Loài này được (Benth.) Planch. miêu tả khoa học đầu tiên năm 1887.